# 응용 프로그램 가상화

네이티브 환경에서 실행 중인 애플리케이션과 애플리케이션 가상화 환경에서 실행 중인 애플리케이션의 그림.

응용 프로그램 가상화(영어: application virtualization)는 실행되는 기반 운영 체제로부터 응용 소프트웨어를 캡슐화하는 소프트웨어 기술이다. 완전히 가상화된 응용 프로그램은 전통적인 방식으로 설치되지는 않지만, 마치 전통적인 방식으로 설치되는 것처럼 실행된다.
마이크로소프트 윈도우와 리눅스와 같은 현대의 운영 체제는 제한된 응용 프로그램 가상화를 포함한다. 예를 들어 윈도우 7은 윈도우 XP 모드를 제공함으로써 더 오래된 윈도우 XP 응용 프로그램을 윈도 7에서 수정하지 않은 채로 구동할 수 있다.
완전한 응용 프로그램 가상화는 가상화 계층을 요구한다. 응용 프로그램 가상화 계층은 운영 체제가 일반적으로 제공하는 런타임 환경의 일부를 대체한다. 이 계층은 모든 파일과 가상화된 응용 프로그램의 레지스트리 동작을 간섭하며 이들을 가상화 위치(가끔은 단일 파일)로 투명하게 리다이렉션 처리한다.

## 관련 기술
- 애플리케이션 스트리밍
- 원격 데스크톱 서비스
- 데스크톱 가상화

## 같이 보기
- 하드웨어 가상화

## 참조
1. ↑  “Microsoft Application Virtualization Technical Overview”. 마이크로소프트.
2. ↑  Amir Husain. “How to build an Application Virtualization Framework”. VDIworks. 2008년 9월 19일에 원본 문서에서 보존된 문서. 2008년 7월 1일에 확인함.
3. ↑  Coby Gurr (2008년 1월 28일). “Facilitating Microsoft Windows Vista Migration Through Application Virtualization” (PDF). Dell. 2009년 4월 23일에 원본 문서 (PDF)에서 보존된 문서. 2008년 6월 19일에 확인함.